# Comic Book Archive
Comic Book Archive (или ComicBook Reader) — псевдоформат архива, содержащего упакованные изображения (обычно это сканированные страницы комиксов) и пригодного для просмотра этих изображений специализированными программами (комиксочитателями). Идея формата была предложена популярным комиксочитателем CDisplay, а сейчас этот формат поддерживают многие другие программы. Используются изображения, как правило, в формате PNG (сжатие без потерь) или JPEG (сжатие с потерями).

## Формат
Это архив другого, более известного формата, чьё расширение переименовано после создания (псевдоформат). Используются следующие расширения:
- CBR — переименован из архива в формате RAR[2];
- CBZ — переименован из архива в формате ZIP[3];
- CB7 — переименован из архива в формате 7-Zip;
- CBT — переименован из архива в формате TAR;
- CBA — переименован из архива в формате ACE;

Некоторые приложения при обработке таких архивов могут читать мета-информацию (сведения о художниках и пр.) из вложенного XML-файла или используют возможность комментирования ZIP-архивов.

## Программы
Кроссплатформенное ПО. MComix — программа для просмотра и каталогизации комиксов; Okular — просмотрщик документов из KDE.
Кроссплатформенные среди Unix-подобных ОС. Просмотрщик документов Evince из GNOME.
Microsoft Windows. Первой программой, поддерживающей формат файлов Comic Book Archive была CDisplay. Также разработаны программы CDisplayEx, ComicRack (возможна каталогизация комиксов), Comical, HoneyView, MangaMeeya, STDU Viewer, Sumatra PDF, Coview и UWP приложение Cover из Microsoft Store.
Mac OS X. Для пользователей Mac OS X есть FFview, Simple Comic, и ComicBookLover.
Для создания файлов с расширением CBZ есть программа Comics2Reader.
Android. FBReader — поддерживает файлы CBZ/CBR на Android через плагин ComicBook, доступный на его веб-сайте.